# Ordre de François-Joseph
L'ordre de François-Joseph (en allemand :  Kaiserlich-Österreichische Franz-Joseph-Orden ; en hongrois : Ferenc József-rend) est un ordre de la monarchie austro-hongroise institué le 2 décembre 1849 par l'empereur François-Joseph le jour anniversaire de son accession au trône, pour honorer des personnalités militaires et civiles.
Il a été supprimé par la république autrichienne en 1918.

## Description
L'insigne consiste en une croix couleur carmin avec les initiales de l'empereur au milieu sur l'aigle bicéphale impériale tenant en leur bec une chaîne et la devise de l'ordre Viribus unitis, le tout surmonté d'une couronne, symbole de majesté. Le ruban de l'ordre est rouge. Le chevalier le porte en nœud sur le côté gauche de la poitrine, le commandeur au cou et le grand-croix en écharpe à l'épaule droite.

## Statut
L'intégration dans l'Ordre était indépendante de la naissance, de la religion et de la nationalité du distingué. Elle ne conférait ni la noblesse ni quelconque honneur héréditaire. Toutefois l'ensemble des membres de l'Ordre avaient accès aux festivités de la Cour sans enquête préalable de preuve de noblesse, ce qui était une nouveauté.

## Importance sociale historique
Dans les milieux d'affaires parfois, le crédit d'un chef d'entreprise était mesuré à l'aune de sa décoration : les titulaires de l'Ordre de la Couronne de fer étaient alors mieux considérés que ceux titulaire "seulement" de l'Ordre de François-Joseph.

## Grades
- Grand-croix
- Commandeur avec étoile (à partir de 1869)
- Commandeur
- Officier (à partir de 1901)
- Chevalier

| Grand-croix | Commandeur avec étoile (1869) | Commandeur | Officier (1901) | Chevalier/Dame |

## Quelques membres
Grand-croix :
- Alajos Hauszmann (1847-1926) (en), architecte, membre de l'Académie hongroise des sciences.
- Paulin Talabot (1799-1885), ingénieur et polytechnicien français.

Commandeur :
- Franz Liszt (1811-1886), compositeur hongrois
- Gregor J. Mendel (1822-1884) Abbé, Scientifique naturaliste .
- Miklos von Konkoly-Thege (1842-1916) (en), astronome.
- Auguste Vergote (1818-1906), homme politique belge.
- Louis de Wecker (1832-1906), baron ophtalmologue français, autrichien.
- Louis Viaud, dit Pierre Loti (1850-1923), écrivain, académicien français, capitaine de vaisseau de la marine française.

Officier :
- Viktor Weber Edler von Webenau (1861-1932), général autrichien.
- Le comte Charles Gaspard Saski (1850-1913), général français.
- Le baron Ferdinand II de Posch (1869-1952), général belge.

Chevalier :
- Lothar Abel (1841-1896), architecte austro-hongrois.
- Ignaz Abeles (1874-1942), dirigeant sportif et médecin autrichien.
- Adrien Dubouché (1818-1881), homme d'affaires mécène français.
- Joseph Petzval (1807-1891), scientifique et opticien hongrois.
- Vilmos Zsigmondy (1821-1888), ingénieur et académicien hongrois.
- Léonce Verny (1837-1908), ingénieur et polytechnicien français.
- Konrád Burchard Bélaváry (1837-1916), magnat, industriel et haut fonctionnaire hongrois.
- Pierre de Coubertin (1863-1937), historien et célèbre pédagogue français.
- József Marek (1868–1952) (en), scientifique.
- Károly Bund (1869–1931) (en), scientifique et environnementaliste hongrois.
- Pablo Casals (1876-1973), violoncelliste, chef d'orchestre et compositeur espagnol.
- Alexander Löhr (1885-1947), général allemand.
- Émile Baudot (1845-1903), ingénieur en télégraphie français.
- Ferdinand Alfred O'Gorman (1825-1900), gardien des clefs du caveau de la chapelle funéraire des ducs de Lorraine.
- Joseph Trouillet (1809-1887), curé-constructeur de la Basilique Saint-Epvre de Nancy.
- Prosper Morey (1805-1886), architecte de la Basilique Saint-Epvre de Nancy.
- Adolf Pernwerth von Bärnstein (1836-1918), historien allemand.
- Ambroise Tardieu (1840-1912), historien et archéologue français.

## Source
- (de) Cet article est partiellement ou en totalité issu de l’article de Wikipédia en allemand intitulé « Franz-Joseph-Orden » (voir la liste des auteurs).